# آلوپورینول
آلوپورینول (به انگلیسی: Allopurinol)
رده: مهارکننده گزانتین اکسیداز
اشکال دارویی: قرص100mg.300mg

## موارد مصرف
آلوپورینول (به نام زیلوریک Zyloric هم شناخته می‌شود) در درمان نقرس، عود سنگ‌های کلیوی اگزالات کلسیم، جلوگیری از نفروپاتی اسیداوریکی در هنگام شیمی درمانی و نیز بعنوان دهانشویه در آسیب به بافت دهان در شیمی درمانی کاربرد دارد.
آلوپورینول آنزیمی به نام گزانتین اکسیداز را که در بدن انسان اسید اوریک تولید می‌کند مهار کرده و به این طریق با کاهش تولید موجب می‌شود سطح اسید اوریک در بدن کاهش یابد.

## آلوپورینول در چه بیماری‌هایی استفاده می‌شود
استفاده اصلی آلوپورینول در بیماری نقرس است و هدف از استفاده این دارو در نقرس کاهش سطح اسید اوریک است. آلوپورینول در درمان حملات حاد نقرسی استفاده نمی‌شود. استفاده این دارو در نقرس مزمن است و می‌تواند از بروز حملات نقرسی پیشگیری کند. از این دارو همچنین در کاهش سطح اسید اوریک در بیمارانی که تحت شیمی درمانی هستند استفاده می‌شود. در شیمی درمانی به علت مردن تعداد زیادی سلول سرطانی سطح اسید اوریک بدن زیاد می‌شود.
در بیماران مبتلا به سنگ‌های کلیوی از جنس اسید اوریک و در بیماری لیشمانیازیس که نوعی بیماری انگلی است هم از آلوپورینول استفاده می‌شود.

## مصرف آلوپورینول چگونه است
آلوپورینول باید یا با یک لیوان شیر ویا بعد از غذا و با مقادیر زیاد آب مصرف شود. این دارو به صورت قرص‌های ۱۰۰ و ۳۰۰ میلیگرمی تولید می‌شود. مقدار مصرف روزانه آن بسته به نوع بیماری و شدت آن متفاوت بوده و به توسط پزشک مشخص می‌شود ولی معمولاً به صورت روزانه ۶۰۰–۳۰۰ میلیگرم مصرف می‌شود.

## عوارض آلوپورینول چیست
این دارو مانند هر داروی دیگری می‌تواند با عوارض ناخواسته‌ای همراه باشد.
تهوع، اسهال، سردرد، تغییر در حس چشایی، درد عضلانی و خواب آلودگی از شایعترین عوارص آلوپورینول هستند.
آلوپورینول ممکن است باعث لکوپنی شود و استعداد بدن به عفونت را افزایش دهد. به همین علت از بیماری که از این دارو استفاده می‌کند به‌طور دوره‌ای باید آزمایش خون به عمل آورد. بیماری که آلوپورینول مصرف می‌کند باید از بیمارانی که در ظاهر دچار بیماری عفونی هستند دوری کند و در صورت ابتلا به هر بیماری عفونی حتی سرما خوردگی به پزشک خود اطلاع دهد.
وقتی مصرف آلوپورینول تازه شروع می‌شود ممکن است تعداد حملات حاد نقرسی افزایش یابد. در این مواقع پزشک معالج داروهای دیگری به بیمار می‌دهد تا از این احتمال جلوگیری کند.
آلوپورینول ممکن است موجب خواب آلودگی شده و سرعت واکنش را کاهش دهد پس بیماری که از این دارو مصرف می‌کند باید از فعالیت‌هایی که نیاز به سطح هوشیاری بالایی دارند مانند رانندگی اجتناب کند.
حساسیت به آلوپورینول کم است ولی در صورت بروز می‌تواند خطرناک باشد. در صورت بروز علائم حساسیت مانند قرمزی پوست، خارش، تاول، ورم و کهیر پوستی بخصوص در صورت یا زبان یا گلو، تب، سردرد یا تنگی نفس با پزشک خود مشورت کنید.
مصرف الکل موجب کاهش اثر آلوپورینول می‌شود پس در صورت مصرف این دارو باید مصرف الکل قطع شود.
داروهایی مانند آمپی سیلین، آموکسی سیلین، وارفارین و داروهای ادرارآور با آلوپورینول تداخل اثر دارند. اگر از این داروها استفاده می‌کنید به پزشک معالج خود اطلاع دهید.مصرف الوپورینول در بیماران دیالیزی باعث از دست رفتن باقیمانده کلیه شده که توصیه می‌شود بیمارانی که بیماری حاد کلیوی دارند جدا از مصرف این دارو خودداری کنند.

## مکانیسم اثر
با مهار آنزیم گزانتین اکسیداز موجب کاهش تولید اسیداوریک و اوره می‌شود.